# Bursinia asphodeli
Bursinia asphodeli är en insektsart som beskrevs av Géza Horváth 1910. Bursinia asphodeli ingår i släktet Bursinia och familjen Dictyopharidae. Inga underarter finns listade i Catalogue of Life.